# Championnat de Malte féminin de football
Le Championnat de Malte de football féminin est une compétition de football féminin créée en 1995.

## Format de la compétition
Onze équipes disputent le Championnat de Malte de football féminin. Elles jouent dix rencontres, chacune des équipes ne rencontrant les dix autres qu'à une seule reprise. À la suite de cette saison régulière, les six premières jouent une poule décidant du champion et les cinq dernières une poule décidant de la relégation.

## Palmarès
- 1995-1996 : Rabat Ajax FC
- 1996-1997 : Lija Athletic FC
- 1997-1998 : Rabat Ajax FC
- 1998-1999 : Hibernians FC
- 1999-2000 : Hibernians FC
- 2000-2001 : Hibernians FC
- 2001-2002 : Hibernians FC
- 2002-2003 : Hibernians FC
- 2003-2004 : Hibernians FC
- 2004-2005 : Hibernians FC
- 2005-2006 : Hibernians FC
- 2006-2007 : Birkirkara FC
- 2007-2008 : Hibernians FC
- 2008-2009 : Birkirkara FC
- 2009-2010 : Birkirkara FC
- 2010-2011 : Mosta FC
- 2011-2012 : Birkirkara FC
- 2012-2013 : Birkirkara FC
- 2013-2014 : Hibernians FC
- 2014-2015 : Hibernians FC
- 2015-2016 : Hibernians FC
- 2016-2017 : Birkirkara FC
- 2017-2018 : Birkirkara FC
- 2018-2019 : Birkirkara FC[1]
- 2019-2020 : Birkirkara FC
- 2020-2021 : Championnat abandonné en raison de la pandémie de Covid-19, titre non attribué[2].
- 2021-2022 : Birkirkara FC
- 2022-2023 : Birkirkara FC
- 2023-2024 : Birkirkara FC
- 2024-2025 : Swieqi United

## Bilan par clubs
- 12 titres dont 8 consécutifs : Hibernians FC
- 12 titres dont 7 consécutifs : Birkirkara FC
- 2 titres : Rabat Ajax FC
- 1 titre : Mosta FC, Lija Athletic FC, Swieqi United